# 山岡大二
山岡 大二（やまおか だいじ、1913年（大正2年）11月6日 - 1991年（平成3年）11月1日）は、東京都出身の日本の海軍軍人、海上自衛官。最終階級は、海軍少佐、海将補。

## 経歴
内務官僚・山岡国利の二男として東京で生れる。鹿児島一中を経て、1936年（昭和11年）3月、海軍兵学校（第63期）を卒業、遠洋航海終了後、戦艦「霧島」乗組となる。翌年4月、海軍少尉に任官し
1937年（昭和12年）8月、新造の駆逐艦「涼風」乗組となり、以後、「伊号第五十七潜水艦」、「呂号第三十四潜水艦」乗組み、1938年（昭和13年）8月、呉鎮守府第四特別陸戦隊付となる。同年12月、重巡洋艦「三隈」乗組となり、重巡洋艦「筑摩」、水雷艇「鳩」乗組を経て、1940年（昭和15年）10月、駆逐艦「霞」砲術長となり太平洋戦争を迎えた。
1942年（昭和17年）4月、重巡洋艦「最上」分隊長となり、「高雄」分隊長を経て、1943年（昭和18年）11月から海軍砲術学校高等科で学び、1944年（昭和19年）3月、呉鎮守府第101特別陸戦隊（通称:山岡部隊）司令となり、同年5月、海軍少佐に進級。部隊は特殊任務を帯び館山海軍砲術学校で訓練を続けたが、出撃することなく三沢基地で終戦を迎えた。1945年（昭和20年）9月、横須賀鎮守府付を経て、同年11月、予備役に編入された。
戦後は保安庁警備隊を経て海上自衛隊に入隊。佐世保地方副総監（海将補）を最後に退官した。

## 年譜
- 1936年（昭和11年）3月19日：海軍兵学校卒業（第63期）、海軍少尉候補生。遠洋航海終了後、戦艦「霧島」乗組
- 1937年（昭和12年）
  - 4月：海軍少尉任官
  - 7月28日：駆逐艦「涼風」艤装員[1]
  - 8月31日：駆逐艦「涼風」乗組[2]
- 1938年（昭和13年）
  - 3月28日：「伊号第五十七潜水艦」乗組[3]
  - 7月5日：「呂号第三十四潜水艦」乗組[4]
  - 8月1日：呉鎮守府附[5]
  - 8月5日：呉鎮守府第四特別陸戦隊附[6]
  - 11月15日：海軍中尉に進級[7]
  - 12月1日：重巡洋艦「三隈」乗組[8]
- 1939年（昭和14年）
  - 5月10日：筑摩艤装員[9]
  - 5月20日：重巡洋艦「筑摩」乗組[10]
  - 11月1日：水雷艇「鳩」乗組[11]
- 1940年（昭和15年）
  - 10月15日：駆逐艦「霞」砲術長兼分隊長[12]
  - 11月15日：海軍大尉に進級[13]
- 1942年（昭和17年）4月20日：重巡洋艦「最上」分隊長[14]
  - 9月10日：第二艦隊司令部附[15]
  - 9月28日：重巡洋艦「高雄」分隊長[16]
  - 10月20日：横須賀鎮守府附[17]
  - 11月5日：海軍砲術学校高等科学生[18]
- 1944年（昭和19年）
  - 3月1日：呉鎮守府第101特別陸戦隊司令兼佐世保鎮守府第102特別陸戦隊司令[19]
  - 3月20日：免兼職[20]
  - 5月1日：海軍少佐に進級[21]
- 1945年（昭和20年）11月1日：予備役に編入[22]
- 1953年（昭和28年）
  - 10月2日：保安庁警備隊に入隊（3等警備正）[23]
  - 12月：警備船「くす」船長
- 1954年（昭和29年）8月1日：2等海佐に昇任
- 1955年（昭和30年）8月：第1舟艇隊司令
- 1956年（昭和31年）12月：第10警戒隊司令
- 1957年（昭和32年）2月：第4警戒隊司令兼任
- 1958年（昭和33年）12月：海上自衛隊第1術科学校総務部長
- 1959年（昭和34年）2月1日：1等海佐に昇任
- 1960年（昭和35年）12月16日：第6護衛隊司令
- 1961年（昭和36年）12月16日：第5護衛隊司令
- 1963年（昭和38年）4月1日：大湊地方総監部防衛部長
- 1965年（昭和40年）3月16日：横須賀教育隊司令
- 1966年（昭和41年）
  - 6月16日：佐世保地方副総監
  - 7月1日：海将補に昇任
- 1967年（昭和42年）7月1日：海上幕僚監部付
- 1968年（昭和43年）1月1日：退官
- 1991年（平成03年）11月1日：逝去（享年77）、叙・従四位[24]

## 親族
- 弟 山岡三郎（海軍軍医少佐）